# Маргарита Мурільо
Маргарита Мурільо (1958 — 27 серпня 2014) — гондураська правозахисниця. Вона була поборницею охорони довкілля та іконою оборони селян за свої землі.

## Біографія
Мурільо була матір'ю Кенії Мурільо, Франкліна Октавіо, Семюеля Девіда Флореса та Маргарити Монтсеррат.
Мурільо була афілійованою учасницею Союзу сільських трудящих (UNC). Її життя було присвячене боротьбі за доступ до землі для селян Гондурасу. У традиції ленка, жіночі духи живуть у річках, а жінки є їхніми головними охоронцями, тому Мурільо була однією із лідерок руху проти надання річок приватним компаніям та будівництва гідроелектростанцій через їх вплив на навколишнє середовище та культурні на землях, історично населених корінними народами. Вона була однією із засновниць Національного центру сільськогосподарських робітників (CNTC) у 1980-х роках. Протягом 1980-х років, коли вона брала участь у повстанському русі Лоренцо Селайя, Мурільо була викрадена та закатована з політичних міркувань, коли підтримувалася доктрина національної безпеки, батальйоном 3-16 Густаво Альвареса Мартінеса. Ця подія привела її до вигнання. Вона також захищала національний суверенітет. Мурільо була однією із засновниць і координаторкою Національного фронту народного спротиву (FNRP) після державного перевороту 2009 року. Мурільо очолила захоплення центрального парку Сан-Педро-Сула.
У 2013 році Мурільо була кандидаткою у депутати Національного конгресу від Кортеса на загальних виборах, представляючи партію Свобода і відновлення основ, яку координував колишній президент Мануель Селайя.

## Смерть
У 2014 році Мурільо повернулася на поле після участі у виборчих кампаніях. Вона страждала на цукровий діабет. 27 серпня вона була вбита, пострілом у лоб після того, як захищалася від вбивці під час обробки землі на північному узбережжі Гондурасу, в Планоні, Вільянуева, Кортес. Мурільо узаконювала право власності на свою ділянку в Ель-Венадо.
Прокурор, який займався розслідуванням її смерті, Марлен Банегас, координатор Офісу прокуратури зі злочинів проти життя, і прокурор Патрісія Юфрагіо також були вбиті 10 жовтня під час розслідування її вбивства. Підозрювані в обох злочинах також були вбиті. Давид Едгардо Ордоньєс, ймовірний вбивця, був убитий від задухи під час утримання в поліції. 17 вересня Міжамериканська комісія з прав людини (IACHR) закликала уряд Гондурасу провести належне розслідування її вбивства, але до цього дня її справа залишається безкарною.